# (175452) Chenggong
(175452) Chenggong est un astéroïde de la ceinture principale.

## Description
(175452) Chenggong est un astéroïde de la ceinture principale. Il fut découvert le 27 août 2006 à l'Observatoire de Lulin par Hong Qin Lin et Ye Quan-Zhi. Il présente une orbite caractérisée par un demi-grand axe de 2,26 UA, une excentricité de 0,18 et une inclinaison de 7,1° par rapport à l'écliptique.

## Compléments